# Торковичское сельское поселение
Торко́вичское се́льское поселе́ние — муниципальное образование в составе Лужского муниципального района Ленинградской области России.
Административный центр — посёлок Торковичи.

## География
Поселение расположено в восточной части района.
Граничит:
- на севере и востоке — с Ям-Тёсовским сельским поселением
- на юге — с Оредежским сельским поселением
- на западе — с Толмачёвским городским поселением

По территории поселения проходит автодорога 41К-249 (Жельцы — Торковичи).
Расстояние от административного центра поселения до районного центра — 44 км.

## Климат
Климат переходной от морского к континентальному и характеризуется умеренно-холодной зимой и умеренно-тёплым летом. Зима неустойчивая, мягкая. Весна прохладная, затяжная, с частыми возвратами холодов. Часто отмечаются туманы. Лето умеренно тёплое, с достаточным количеством осадков.
Средняя годовая температура воздуха + 4 °С, максимальная среднемесячная — 8 ºС, в феврале, +17,4 ºС, в июле. Абсолютный максимум составляет + 35 °С (июнь-июль). Абсолютный минимум — минус 40 °С (январь). 
Продолжительность периода со среднесуточной температурой воздуха выше +5 °С (начало вегетации) составляет 170—175 дней. Продолжительность периода с суммой активных температур (выше +10 °С) — «период активной вегетации» достигает 120—130 дней. 
Продолжительность безморозного периода доходит до 140 дней. 
Продолжительность отопительного сезона (количество дней со среднесуточными температурами ниже +8 ºС) — 210—220 дней.
В соответствии с климатическим районированием для строительства территория Торковичского сельского поселения относится к строительно-климатической зоне IIВ (СП 131.13330.2012. «Строительная климатология». Актуализированная версия СНиП 23-01-99*). 
Среднегодовое количество осадков — 711 мм, минимум в феврале — 45 мм, максимум в августе — 88 мм. 
Снежный покров появляется в начале ноября и сходит в начале апреля; ледостав устанавливается в конце ноября - начале декабря, ледоход - в начале апреля.
Продолжительность периода с устойчивым снежным покровом составляет 140 дней. Высота снежного покрова колеблется от 17 до 66 см, в среднем — 40 см.
Средняя дата последнего весеннего заморозка — 15 мая, первого осеннего — 30 сентября.
Годовой ветровой режим характеризуется преобладанием ветров юго-западного и западного направлений. Среднемноголетняя скорость ветра — 3,5 м/с.

## История
Первая перепись населения Российской империи показала, что в посёлке Торковичи Бутковского сельского общества проживает 1018 человек. Тогда в Бутковской волости было создано Торковское сельское общество, в которое вошли Торковичи, Овиновичи, Патрушина-Гора, Точище, Велекшицы и  Дудорово. 1 марта 1917 года Торковское сельское общество стало Торковичским сельсоветом.
Постановлением Президиума ВЦИК от 16 мая 1927 года село Торковичи было преобразовано в рабочий посёлок, а 1 августа в ходе реформирования административно-территориального деления РСФСР рабочий посёлок вместе со всей Бутковской волостью передан в состав новообразованного Оредежского района Лужского округа Ленинградской области. 1 июля 1930 года был упразднён Лужский округ, а 1 апреля 1931 года — Торковичский сельсовет, его территория передана в Бутковский сельсовет того же района.
30 апреля из земель Бутковского сельсовета был выделен Торковичский поселковый совет. С 1 мая 1959 года вышло постановление об упразднении Оредежского района, территория которого вместе с посёлком Торковичи к октябрю была передана в состав Лужского района; образован Торковичский поселковый совет в том же составе, в каком существовал сельсовет.
Постановлением правительства Ленинградской области № 64 от 22 февраля 1996 года рабочий посёлок был преобразован в сельский населённый пункт, а Торковичский поселковый совет преобразован в Торковичскую волость.
1 января 2006 года в соответствии с областным законом № 65-оз от 28 сентября 2004 года «Об установлении границ и наделении соответствующим статусом муниципального образования Лужский муниципальный район и муниципальных образований в его составе» было образовано Торковичское сельское поселение, в состав которого вошла территория бывшей Торковичской волости.

## Население
| 2006  | 2010  | 2011  | 2012  | 2013  | 2014  | 2015  |
| ----- | ----- | ----- | ----- | ----- | ----- | ----- |
| 1400  | ↘1387 | ↘1381 | ↗1383 | ↗1390 | ↘1372 | ↘1370 |
| 2016  | 2017  | 2018  | 2019  | 2020  | 2021  | 2023  |
| ↘1365 | ↘1313 | ↘1250 | ↘1226 | ↘1190 | ↗1281 | ↘1260 |
| 2024  | 2025  |       |       |       |       |       |
| ↘1246 | ↘1233 |       |       |       |       |       |

По данным администрации Торковичского сельского поселения численность населения в летний период вырастает до 4000—5000 человек.

## Состав сельского поселения
На территории поселения находится 4 населённых пункта:
| № | Населённый пункт | Тип населённого пункта          | Население    |
| - | ---------------- | ------------------------------- | ------------ |
| 1 | Овиновичи        | деревня                         | ↘1 (2017)    |
| 2 | Песочный Мох     | деревня                         | ↘22 (2017)   |
| 3 | Петрушина Гора   | деревня                         | ↘10 (2017)   |
| 4 | Торковичи        | посёлок, административный центр | ↘1188 (2017) |